# Неттіллінг

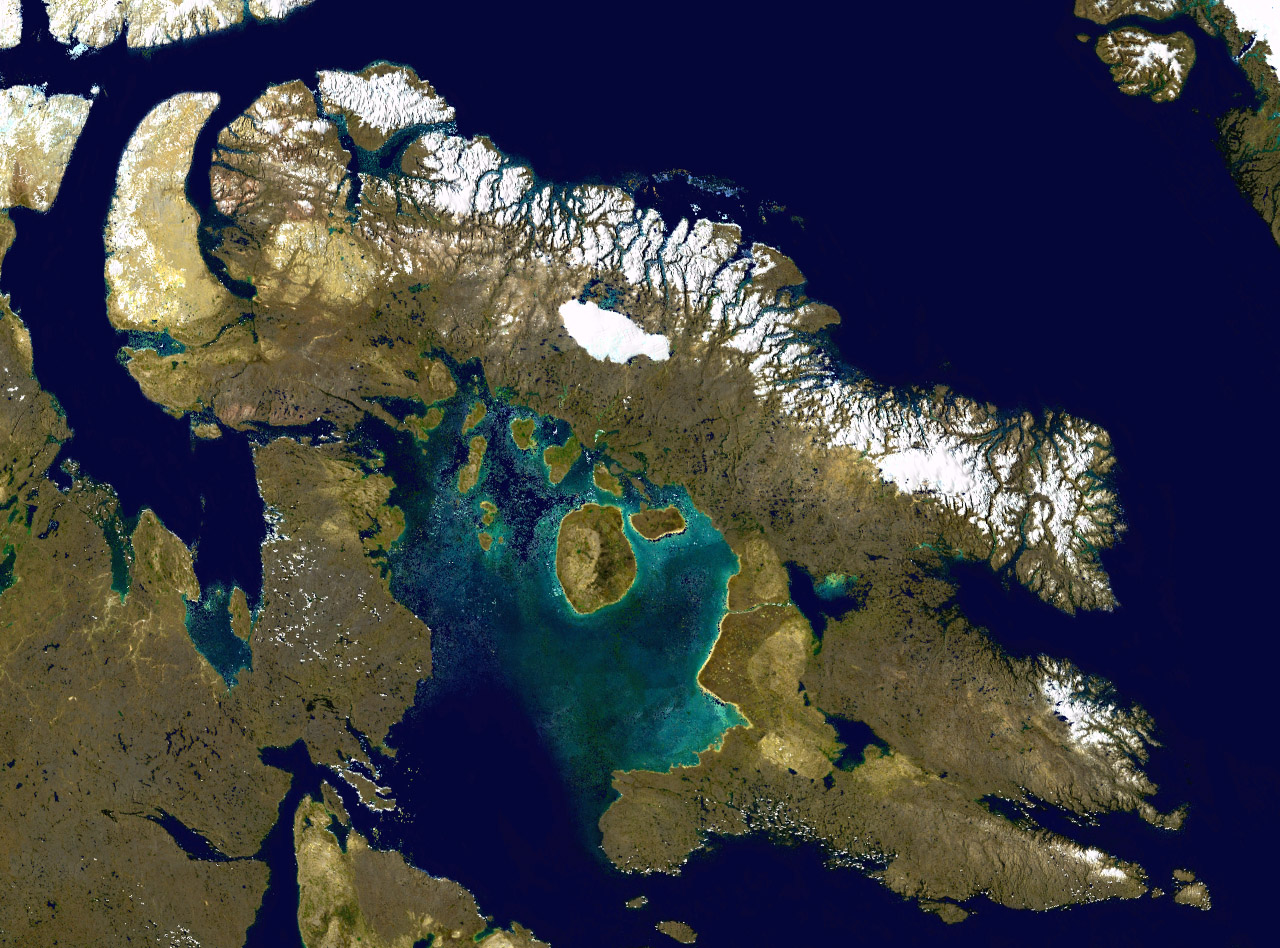
Острів Баффінова Земля, у південній його частині два озера, верхнє із яких — Неттіллінг

Неттіллінг (англ. Nettilling Lake) — прісноводне озеро на території Нунавут у Канаді.

## Географія
Озеро лежить в південній частині острова Баффінова Земля. Одне з великих озер Канади: площа водної поверхні 5050 км², загальна площа — 5542 км², найбільше озеро території Нунавут і 11-те за величиною озеро Канади, найбільше розташоване на острові озеро у світі. Висота над рівнем моря 30 метрів.
Озеро розташоване приблизно за 110 км на північний захід від національного парку Ауюйтук і за 280 км на північний захід від Ікалуїту. Живиться від розташованого на південь озера Амаджуак, а також від безлічі дрібних озер і річок. Східна частина озера складається з трьох бухт (Міраж, Камсель і Бурвош), мілководна і має безліч островів, західна частина набагато глибша і без островів.
Стік з озера на захід у затоку Фокс через річку Кукджуак. Більшу частину року озеро покрите льодом і в ньому можуть вижити лише три види риб: палія арктична та два види колючок. Область між озерами Неттіллінг і Амаждуак — один із районів проживання оленів карибу.
Першим європейцем, що побував на берегах озера, був Франц Боас у 1883 році.